# Eupithecia cyrneata
Eupithecia cyrneata är en fjärilsart som beskrevs av Karl Schawerda 1933. Eupithecia cyrneata ingår i släktet Eupithecia och familjen mätare. Inga underarter finns listade i Catalogue of Life.